# دراسات إيرانية
الدراسات الإيرانية (بالفارسیة: ایران‌شناسی) هي العلوم المتعلقة بدراسة تاريخ وآداب وسياسة الشعوب الإيرانية أو إيران كدولة.

## الدراسات الإيرانية في البلاد العربية
هذه قائمة ببعض مراكز الأبحاث والمجلات التي تعني بالدراسات الإيرانية في البلاد العربية:

### مصر
- مجلة «شرق نامه» - ظهر عددها الأول عام 2001 م وتصدر عن دار المستقبل العربي.[1]
- مجلة «مختارات إيرانية» - تصدر عن مركز الأهرام للدراسات السياسية والاستراتيجية.

### العراق
- «مجلة دراسات إيرانية» - مجلة فصلية محكمة تصدر عن جامعة البصرة.[2]

### السعودية
- مركز الخليج العربي للدراسات الإيرانية - مقره الرياض وأنشئ سنة 1437 هـ / 2016 م، ويرأسه محمد صقر السلمي.[3] يصدر المركز مجلة فصلية تسمى «مجلة الدراسات الإيرانية».